# Osahon Eboigbe
Osahon "Macky" Eboigbe (Benin City, 11 september 1989) is een Nigeriaanse profvoetballer. Hij speelt als aanvaller.
Eboigbe kwam als grote belofte bij de jeugdacademie van Blackburn Rovers terecht. In het seizoen 2007-2008 werd Eboigbe uitgeleend aan de Belgische eersteklasseploeg Cercle Brugge. Hier maakte hij zijn debuut op 8 december 2007 tegen Excelsior Moeskroen. Cercle Brugge won deze wedstrijd met 3-0.
Uiteindelijk kwam Eboigbe in zijn eerste seizoen slechts weinig aan spelen toe en hij werd sinds het seizoen 2008-2009 uitgeleend aan een club uit tweede klasse, OH Leuven. In het seizoen 2009-2010 speelde Eboigbe voor het Finse Vaasan Palloseura.